# Јонешти (Горж)
Јонешти (рум. Ioneşti) насеље је у Румунији у округу Горж у општини Јонешти. Oпштина се налази на надморској висини од 124 m.

## Становништво
Према подацима из 2002. године у насељу је живело 2541 становника, од којих су сви румунске националности.

### Хронологија
| Година       | 1992 | 1993 | 1994 | 1995 | 1996 | 1997 | 1998 | 1999 | 2000 | 2001 | 2002 | 2003 | 2004 | 2005 | 2006 | 2007 | 2008 | 2009 | 2010 | 2011 | 2012 | 2013 | 2014 | 2015 | 2016 | 2017 |
| ------------ | ---- | ---- | ---- | ---- | ---- | ---- | ---- | ---- | ---- | ---- | ---- | ---- | ---- | ---- | ---- | ---- | ---- | ---- | ---- | ---- | ---- | ---- | ---- | ---- | ---- | ---- |
| Становништво | 2767 | 2730 | 2722 | 2700 | 2702 | 2696 | 2629 | 2627 | 2614 | 2599 | 2573 | 2579 | 2556 | 2525 | 2498 | 2490 | 2457 | 2434 | 2405 | 2427 | 2410 | 2389 | 2359 | 2332 | 2339 | 2323 |